# 寶蘊樓
宝蕴楼，位于紫禁城西南、武英殿以西，原是古物陈列所的文物库房。现为故宫博物院院史馆。

## 历史

### 咸安宫
宝蕴楼位于武英殿建筑群以西，二者隔南北流向的内金水河相望。宝蕴楼的所在地，原为咸安宫。
紫禁城内最早的咸安宫，即后来的寿安宫，今为故宫博物院图书馆所在地，位于内廷外西路寿康宫以北，英华殿以南。此宫始建于明朝，初名“咸熙宫”，明朝嘉靖四年（1525年）改称咸安宫。明朝时，客氏曾住咸安宫。《天启宫词》载，“客氏每日清晨入乾清暖阁侍帝，甲夜后回咸安宫。”“客氏体肥，夏热畏日，于咸安宫起大凉棚，上复赐冰不绝。”《酌中志》载，客氏“天启元年后，改住咸安宫，各衙门答应钱粮比御前更吃紧，夏则大凉棚贮水无算也，冬则大地炕贮炭无量也，其骄奢僭越真日异而月不同。”
清朝初年沿用明制，仍称咸安宫。康熙二十一年（1682年）加以改建。康熙四十七年九月（1708年），康熙帝废太子允礽，将其禁锢于咸安宫。允礽复立后，康熙五十一年十月初一日（1712年），康熙帝再度下旨废太子允礽，仍禁锢于咸安宫，直到允礽于雍正二年十二月在此病逝。雍正六年（1728年）奉旨：“咸安宫见在空闲，著设立官学。”此即咸安宫官学，是清朝内务府在宫内为三旗子弟及景山官学中的优秀学生开设的官学。《钦定内务府现行则例》载，“雍正六年十一月奉旨：咸安宫内房屋现在空闲、看景山官学学生功课未专，于内府佐领管领下幼童及官学生内，选其俊秀者五六十名或百余名，委派翰林等，即著住居咸安宫教习。”昭梿《啸亭杂录》载：“雍正中，设八旗官学，凡三品，设咸安宫官学在西华门内，择八旗子弟之尤俊者，充补学弟子⋯⋯其教习皆用进士，或参用举人，非旧制也。”这段记载弄错了咸安宫官学最初设立的地点。雍正七年，咸安宫内修理读书房三所。
乾隆十六年（1751年），咸安宫官学迁出。同年，乾隆帝为庆贺皇太后六十寿辰，将该宫修葺后改称“寿安宫”，此后成为皇太后、妃等居住之所。
移出的咸安宫官学迁至西华门内、武英殿以西的尚衣监。后来，由于尚衣监年久失修，房屋倾圯，乾隆二十五年（1760年）在尚衣监旧址偏西为咸安宫官学新建校舍，有门三间，门内有一座影壁，内有三进院，每进院正房三间，东西厢房各三间，共有房二十七间。新建的校舍依咸安宫官学的名称仍命名为“咸安宫”。嘉庆二十四年（1819年），占用咸安宫后两层殿的文颖馆被火灾焚毁，此后未重建。咸安宫主体的三进院落仅剩下最南端的第一进院落，即咸安门、咸安宫、东西配殿，其中咸安宫面阔五间，东西配殿面阔三间。1912年，咸安宫遭火灾焚毁。
咸安宫既是咸安门内第一进大殿的殿名，又是整个建筑群的总称。咸安宫建筑群中，咸安宫的东、西配殿，设有尚衣监；咸安宫的后殿是实录馆；此外还设有三通馆、文颖馆；咸安宫以西为器皿库、咸安宫官学、蒙古官学。这些建筑现在均已无存。
- 尚衣监：是皇宫中制作御用服装之所。《宸垣识略》载：“尚衣监，在武英殿之西。内殿宇二层，今为清字经馆。”尚衣监本来是一组独立的建筑，咸安宫建成后，尚衣监改设在咸安宫的东、西配殿内。[6]
- 三通馆：《钦定日下旧闻考》载，“武英殿西、咸安宫东夹道内，东有三通馆。”[6]
- 实录馆：《国朝宫史续编》载，“咸安宫后殿为实录馆。”实录馆的所在地原为清字经馆，清朝嘉庆四年改设实录馆。嘉庆四年谕旨：“现在恭纂《高宗纯皇帝实录》，宜择洁净处所。清字经馆颇为整齐静肃，所有翻译经典现已竣事，著将该处作为实录馆，并将清字经馆后屋四十余间一并加入。”[6]
- 文颖馆：《王氏东华续录》载，“嘉庆十一年谕：御史叶绍楏奏请续编《皇清文颖》，著俟恭纂实录告蒇后，即在实录馆地方开馆编纂。”嘉庆十一年是《皇清文颖》第四次续编，前三次编纂分别在康熙四十八年、雍正十二年、乾隆九年。《养吉斋丛录》载，“尚衣监后，殿宇二层，嘉庆间设文颖馆。”嘉庆二十四年十月谕旨：“本月十九日，文颖馆不戒于火。”也就是说，嘉庆二十四年十月十九日，文颖馆遭火灾焚毁。《内务府奏销档》载，嘉庆二十四年十月奉旨：“文颖馆房间现经火燬，著紫禁城内值年之总管内务府大臣，派员率苏拉人等将渣土运净，毋庸重建房舍，归并咸安宫管理。”[6]
- 器皿库：器皿库位于西华门内靠北，咸安宫以西。[6]
- 咸安宫官学：咸安宫官学位于咸安宫以西。[6]
- 蒙古官学：蒙古官学位于咸安宫以西。《钦定总管内务府现行则例·咸安宫官学》载：“乾隆十二年，咸安宫官学内，设立蒙古学房。”[6]

### 宝蕴楼
中华民国成立后，民国二年（1913年）初，北京政府内务总长朱启钤呈请大总统袁世凯，将奉天及热河行宫所藏各种宝器运至北京，拟在武英殿、文华殿、南薰殿等处展出。民国二年（1913年），大总统袁世凯派护军都统治格（后为古物陈列所第一任所长）负责筹备，并会同清室委员将古物分批运到北京，民国三年（1914年）10月运完。此后又将北京紫禁城的清廷物品择要并入，成立“古物陈列所”，将武英殿辟为古物陈列所的陈列室及办公处，于民国三年（1914年）10月10日开始正式对外开放展览，这是紫禁城首次对公众开放。后来，古物陈列所在紫禁城内的占用范围又扩展至文华殿、太和殿、中和殿、保和殿等处。
1913年10月，内务部派杨乃庚、赵秋山偕同随员十多人，并且会同清室内务府所派的文绮、曾广龄诸员赴热河清理行宫及各园林之陈设物品。因热河“三十六景”散在各处，文物不便直接运往北京，便首先在承德设立“起运陈设处”，汇聚热河行宫各处文物。同年11月18日正式向北京启运，至1914年10月28日止，共运送七次，计1949箱，大约十一万七千七百多件，包括瓷器、玉器、臣画、围屏、宝器、珐琅、书籍、字画、钟表、盆景、竹漆器、戏衣、如意、佛供等。这些文物均由承德经滦河水路运至滦州，再转火车运至北京。
1914年1月，内务部又派治格、沈国均偕同随员傅以文等十多人，及承办包装古物箱只的奇宝斋古玩铺工人十名，会同清室内务府所派的福子昆等员，赴奉天故宫起运文物，奉天省都督张锡銮当即遵令协办此事。同年1月23日启运，至3月24日止，共运送六次，计1201箱，大约十一万四千六百余件，包括瓷器、古铜、字画、珠玉文玩、书籍等项。
从热河行宫、奉天故宫运抵北京的文物，共3150箱，大约二十三万余件。大批文物在北京需要存放地点。所以热河行宫文物起运一半时，内务部同外交部协商批准，自美国退还的庚子赔款中，拨出二十多万元，在武英殿迤西的咸安宫旧址上建造文物库房，并决
定委托技正马荣设计并绘图，交由广利、天合两家厂商承建，於民国三年（1914年）6月2日正式动工，民国四年（1915年）6月完工，交付使用。咸安宫原来面阔五间，宝蕴楼仍按咸安宫五间地基兴建。由于该楼是为存放文物而建，楼内藏品为“历代文物之所萃，品类最宏，举凡金石书画、陶瓷珠玉，罔不至珍且奇，极美且备”（见钱桐为《古物陈
列所二十周年纪念专刊》所写“绪言”），故该楼定名“宝蕴楼”。宋兆霖《中国宫廷博物馆之权舆：古物陈列所》载，宝蕴楼内收藏的文物，以沈阳故宫、热河行宫的旧藏为主，其中仅书画便有475件（见《内务部古物陈列所书画目录》）。
宝蕴楼自建成后，一直作为文物库房。2002年至2012年，郑欣淼担任故宫博物院院长期间，故宫博物院对宝蕴楼、午门东、西雁翅楼所藏文物进行了清理，又建成了西玉河库房。
在南大库保护管理用房建成前，宝蕴楼周边是武警北京总队十四支队四中队驻地，该中队负责故宫博物院的守卫任务。宝蕴楼以北，是该中队位于内金水河以西的营区，其中宝蕴楼北侧便是训练场，训练场以北有许多营房；武英殿以北偏西，是该中队位于内金水河以东的营区。该中队的食堂是位于南薰殿以东的灯库。
2013年1月4日，国家文物局发出《关于故宫宝蕴楼修缮工程方案的批复》（文物保函〔2013〕59号），批复同意北京市文物局《关于故宫宝蕴楼修缮工程方案的请示》（京文物〔2012〕1072号）。2013年4月，故宫博物院院长单霁翔表示，宝蕴楼修缮之后，将用来展示故宫博物院院史。2013年12月24日，宝蕴楼修缮工程正式启动，预计2015年5月底竣工并向公众开放。故宫博物院工程管理处处长尚国华说，随着国家分批次将宝蕴楼内的文物调拨给相应的博物馆，宝蕴楼内已清空，楼内原有的木质展柜、西式立柱、地板等等在此次修缮中均将保存原状，修缮重点是解决宝蕴楼屋顶漏雨等问题，以及咸安门保养彩绘等等。故宫博物院院长单霁翔说，修缮原则是“不改变文物原状”，例如工作人员在前期调研中发现宝蕴楼顶上铺有鱼鳞状的牛舌瓦，部分瓦背后有英文字迹，初判这些瓦是山东烧制的低温釉，所以此次修缮中补充的新瓦也将采用该工艺。单霁翔还说，宝蕴楼修缮后，将不再作为文物库房，而是变成展厅，举办“故宫博物院院史陈列”，以展示中华民国时期故宫的变迁。
2015年10月8日，为迎接故宫博物院成立90周年院庆，由故宫博物院员工自编自演的话剧《海棠依旧》在宝蕴楼前上演。2015年10月10日，为庆祝建院90周年，故宫博物院开放了午门雁翅楼及东华门和两者间的城墙、慈宁宫及慈宁宫花园、寿康宫、宝蕴楼。其中宝蕴楼作为故宫博物院院史馆对内部开放。2017年4月23日，在宝蕴楼举办了以“老字号·新消费”为主题的故宫食品天猫首发品鉴会。
2017年11月8日下午，国家主席习近平和夫人彭丽媛在故宫博物院迎接来华进行国事访问的美国总统特朗普和夫人梅拉尼娅。两国元首夫妇在宝蕴楼简短茶叙。

## 建筑
- 咸安门：为原咸安宫的宫门，坐北朝南，面阔三间，匾曰“咸安门”。咸安门是原咸安宫建筑群中仅存的建筑。[3]
- 宝蕴楼：位于咸安门内正北，为西洋式楼房。[1]宝蕴楼为封闭的周边式布局，围绕着咸安宫旧址的北、东、西三面各建一座砖木结构的楼房，均为二层（一楼一底），下部还有半截露明的地下室。北楼为主楼，体量大，外观别致；东楼、西楼左右对称。三座楼的墙身均用大块城砖砌筑，外墙抹饰水泥，并划分规整的矩形格，再刷以红浆。外墙上开有纵向窄长的窗户，窗台、窗下墙、窗口均设有复杂的线脚。地下室的窗发砖碹，上部呈弧形。所有窗户的线脚均饰以白色，和红色的墙身对照。每扇窗户的窗扇均包有厚铁皮，窗户终年紧闭。楼房屋顶为四坡式屋顶，屋顶铺有绿色、灰色的片石，石瓦层层相叠，色彩斑驳相间。北楼正中开门，门外有四柱式雨棚，雨棚上设有女儿墙，形成二层的一座室外平台，女儿墙正面两端有一对卧狮。东楼、西楼也分别在正中开门，但门外雨棚较小，未设柱子。北楼与东楼、西楼分别在拐角处用二层的外廊相连，外廊的栏杆、廊柱均为白色。宝蕴楼北楼大门最上方，设有阁楼，阁楼山墙上镶嵌一块石质匾额，上刻“宝蕴楼”三个字，匾额四周有边框，匾额东、西两侧分别装饰有一块浮雕花纹。楼阁山墙东、西两侧的壁柱上有一对卧狮。宝蕴楼建成后，室内定做了许多木柜，柜内收藏文物。[5]

## 延伸阅读
- 容庚 辑，宝蕴楼彝器图录，北平古物陈列所、燕京大学国学研究所，民国18年（1929年）
- 何煜等编，内务部古物陈列所书画目录，上海辞书出版社，2012年